# Gonyaulax
Gonyaulax ist eine Gattung von Dinoflagellaten mit der Typusart Gonyaulax spinifera. Die Gonyaulax-Arten sondern eine Reihe von Toxinen (Giftstoffen) ab, aufgrund ihrer roten Pigmentierung (Färbung) werden die von ihnen verursachten schädlichen Algenblüten (englisch harmful algal blooms, HABs) auch Rote Tiden (en. red tides) genannt.
Alle Gonyaulax-Arten sind marin, mit Ausnahme der Süßwasserart G. apiculata  (alias G. clevei ).

## Beschreibung
Zumindest einige Gonyaulax-Arten (darunter die Typusart G. spinifera) sind biolumineszent.
Einige Arten sind mixotroph und nehmen Beuteorganismen auf.

### Morphologie
Alle Gonyaulax-Arten sind aquatisch lebende, 25–175 µm große Einzeller. Sie sind – bis auf Ruhestadien s. u. – motil (beweglich): Sie sind mit zwei unterschiedlichen Geißeln ausgestattet („heterodynamisch“); die eine erstreckt sich nach hinten und die andere wickelt sich in einer seitlichen Rille um die Zelle und hilft so, diese durch Rotationsbewegung über Wasser zu halten.
Sie besitzen eine Zellwand (Theca) aus Zelluloseplatten. Die Plattenformel der Typusart G. spinifera ist (nicht angeführt)
Die Plattenformel in der Gattung Gonyaulax wurde von Dodge 1989 neu definiert als Po, 3', 2a, 6", 6c, 4-8s, 5'", 1p, 1"". Die Interpretation des Plattenaufbaus der verschiedenen Gonyaulax-Arten war danach aber weiter in der Diskussion, einige Arten haben offenbar tatsächlich davon abweichende Plattenstruktur, so dass diese nur für die Typusart G. spinifera und ähnliche Arten der Gattung gelten kann.
Bei der Typusart und ihr ähnlichen zeigen die Zellen eine deutliche Asymmetrie, d. h. Verdrehung (Torsion).
Das Cingulum beginnt median ventral und dreht sich in einer absteigenden Spirale nach links, wobei es mehr als eine Schleife bildet.
Der Sulcus ist (beginnend am mittig-ventral am Cingulum) entsprechend nach hinten verdreht.
Auf den Platten der Hypotheca befinden sich wenige bis mäßig viele Stacheln.
Bei diesen Arten gibt es einen mehrlappigen Chloroplasten, der in einen zentralen Pyrenoidkomplex ohne Stärkeschicht übergeht.
Der große Zellkern ist U-förmig und befindet sich am dorsalen hinteren Ende der Zelle.
Die Trichozysten werden in den Vesikeln des Golgi-Apparats gebildet.
Der Geißelapparat ist komplex und ähnelt dem anderer Arten aus der Ordnung bzw. Familie.
Etliche Arten mit unterschiedlicher Morphologie wurden ebenfalls zu Gonyaulax gezählt, wie z. B. G. polyedra, werden heute aber mehr und mehr anderen Arten zugeordnet (s. u.).

### Kettenbildung und Vermehrung
Die vegetative Vermehrung erfolgt durch Spaltung in zwei Tochterzellen (binäre Spaltung), wobei die Theca (Panzerung) der Mutterzelle entlang einer charakteristischen Spaltlinie geteilt wird und auf die beiden Tochterzellen aufgeteilt wird.
Gonyaulax können in langen Ketten wachsen, vor allem bei turbulenten Wasserverhältnissen. Diese Ketten ermöglichen den Schutz schwacher Organismen, die sonst weggespült werden könnten, und ermöglichen eine verstärkte Paarung.

### Ruhestadium
Gonyaulax-Dinoflagellaten können eine Art von Ruhespore (oder Ruhezyste) bilden, die es ihnen ermöglicht, raue Wetterbedingungen zu überleben.
Ruhezysten können gebildet werden, wenn sich die Temperatur oder der Salzgehalt des umgebenden Wassers ändert.
Diese Zysten sind runde, mit Schleim bedeckte Körper, die eine rötliche Farbe haben.
Nachweislich produzieren Zysten unterschiedlicher Morphologie, die deswegen verschiedenen (Zysten-)Gattungen zugeordnet wurden, vegetative Zellen, die als die Typusart G. spinifera identifiziert wurden (Beispiele finden sich bei AlgaeBase).

## Systematik
Die hier angegebene Artenliste mit Stand 28. Dezember 2021 folgt im Wesentlichen der AlgaeBase, führt aber nur Arten, die dort als bestätigt markiert sind. Mit (N) gekennzeichnete Einträge sind auch beim National Center for Biotechnology Information (NCBI) gelistet. Alle Einträge finden sich auch bei der World Register of Marine Species (WoRMS), außer sie sind mit (–W) markiert. Auf fossile Spezies wird wie üblich mit † hingewiesen.
Gattung Gonyaulax Diesing, 1866 (N). Arten:
- Gonyaulax acuta Kofoid & J.R.Michener, 1911
- Gonyaulax africana Schiller, 1929
- Gonyaulax alaskensis Kofoid, 1911
- Gonyaulax areolata Kofoid & J.R.Michener, 1911
- Gonyaulax baltica M.E.Ellegaard, J.Lewis & I.Harding, 2002 (N)
- Gonyaulax birostris Stein, 1883
- Gonyaulax bispinosa Kofoid & J.R.Michener, 1911
- Gonyaulax borealis Nordli, 1951
- Gonyaulax braarudii Hasle, 1960
- Gonyaulax brevisulcata P.Dangeard, 1927
- Gonyaulax bruunii F.J.R.Taylor, 1976 (mit Schreibvariante Gonyaulax brunii F.J.R.Taylor, 1976)
- Gonyaulax clevei Ostenfeld, 1902 (mit Synonym Gonyaulax apiculata)
- Gonyaulax cochlea Meunier, 1919 (N)
- Gonyaulax confusa Vozzhennikova 1967 (mit Schreibvariante Gonyaulax confusus, 1967) (–W)
- Gonyaulax conjuncta Wood, 1954
- Gonyaulax culmula G.Norris 1965 (–W)
- Gonyaulax dangeardii Schiller, 1935
- Gonyaulax diacantha Athanassopoulos, 1931
- Gonyaulax diegensis Kofoid, 1911
- Gonyaulax digitale (C.H.G.Pouchet) Kofoid, 1911 (mit Schreibvariante Gonyaulax digitalis (C.H.G.Pouchet) Kofoid, 1911) (N)
- Gonyaulax elegans Rampi, 1951
- Gonyaulax ellegaardiae Mertens, Aydin, Takano, Yamaguchi & Matsuoka, 2015[9] (N)(–W)
- Gonyaulax elongata (Reid) Ellegaard, Daugbjerg, Rochon, J.Lewis & Harding, 2003 (N)
- Gonyaulax expansa Kofoid & J.R.Michener, 1911
- Gonyaulax fragilis (Schütt) Kofoid, 1911 (N) (früher Steiniella fragilis Schütt[10])
- Gonyaulax fusiformis H.W.Graham, 1942
- Gonyaulax globosa Stüwe, 1909
- Gonyaulax grabrielae Schiller, 1935 (mit Schreibvariante Gonyaulax gabrielae Schiller, 1935)
- Gonyaulax granii A.Henckel, 1909
- Gonyaulax helensis Woloszynska, 1928
- Gonyaulax helicoidea Eisenack & Cookson, 1960 †
- Gonyaulax hyalina Ostenfeld & Schmidt, 1901 (N)(–W)
- Gonyaulax inclinata Kofoid & J.R.Michener, 1911
- Gonyaulax inflata (Kofoid) Kofoid, 1911
- Gonyaulax kofoidii Pavillard, 1909
- Gonyaulax kostromiensis Vozzhennikova, 1967 (–W)
- Gonyaulax lebouriae Balech, 1979
- Gonyaulax ligustica Rampi, 1951
- Gonyaulax loculata Meunier, 1919 (mit Schreibvariante Gonyaulax loculatum Meunier Meunier, 1919)
- Gonyaulax longicornu P.H.Campbell, 1973
- Gonyaulax macroporus Mangin, 1922 (–W)
- Gonyaulax matkovicii J.Schiller, 1929 (–W)
- Gonyaulax membranacea (M.R.Rossignol) Ellegaard, Daugbjerg, Rochon, J.Lewis & Harding, 2003 (N)(–W)
- Gonyaulax milneri (G.Murray & Whitting) Kofoid, 1911 (–W)
- Gonyaulax minima Matzenauer, 1933 (–W)
- Gonyaulax minuta Kofoid & J.R.Michener, 1911 (–W)
- Gonyaulax monacantha Pavillard, 1916 (–W)
- Gonyaulax monospina Rampi, 1952 (–W)
- Gonyaulax nigricans (J.Schiller) Balech, 1988
- Gonyaulax nivicola (Meunier) Kofoid, 1911
- Gonyaulax obliqua Lemmernann, 1899 bzw. (Gourret) Lemmernann, 1899
- Gonyaulax ovalis J.Schiller, 1929
- Gonyaulax ovata Matzenauer, 1933
- Gonyaulax pacifica Kofoid, 1907
- Gonyaulax parva Ramsfjell, 1959
- Gonyaulax paucula Kofoid & J.R.Michener, 1911
- Gonyaulax pavillardii Kofoid & J.R.Michener, 1911
- Gonyaulax perpusilla (Meunier) Kofoid, 1911
- Gonyaulax phalerica Athanassopoulos, 1931 (–W)
- Gonyaulax polygramma F.Stein, 1883 (N) (mit Synonym G. schuettii Lemmermann, 1899[11])
- Gonyaulax reticulata Kofoid & J.R.Michener, 1911
- Gonyaulax rostratum P.-A.Dangeard, 1927
- Gonyaulax rotundata Rampi, 1952
- Gonyaulax rugosa Wailes, 1928 (mit Schreibvariante Gonyaulax rugosum Wailes, 1928)
- Gonyaulax sarjeantii Vozzhennikova, 1967 (–W)
- Gonyaulax scrippsae Kofoid, 1911
- Gonyaulax senta Kofoid & J.R.Michener, 1911
- Gonyaulax series Kofoid & Rigden, 1911 (–W)
- Gonyaulax sousae Balech, 1959
- Gonyaulax sphaeroidea Kofoid, 1911
- Gonyaulax spinifera (Claparède & Lachmann) Diesing, 1866 (N) – Typus
- Gonyaulax spinosa Athanassopoulos, 1931 (–W)
- Gonyaulax steinii Lemmermann, 1907 (–W)
- Gonyaulax subulata Kofoid & J.R.Michener, 1911
- Gonyaulax symmetricus Athanassopoulos, 1931 (–W)
- Gonyaulax taylorii M.C.Carbonell-Moore, 1996
- Gonyaulax trottii Rampi, 1951
- Gonyaulax turbyne Murray & Whitting, 1899 (N)
- Gonyaulax unicornis Lebour, 1925
- Gonyaulax whaseongensis A.S.Lim, H.J.Jeong & Ji Hye Kim, 2018 (N)

 In andere Gattungen verschoben wurden u. a. folgende früher hier geführte Spezies:
- Gonyaulax tamarensis (jetzt: Alexandrium tamarense)
- Gonyaulax grindleyi (jetzt: Protoceratium reticulatum)
- Gonyaulax polyedra (jetzt: Lingulodinium polyedra (F.Stein) J.D.Dodge, 1989)
- Gonyaulax catenella (jetzt: Alexandrium catenella (Whedon & Kofoid) Balech.)

## Auswirkungen auf die Natur und den Menschen

Yessotoxin

Gonyautoxin 2

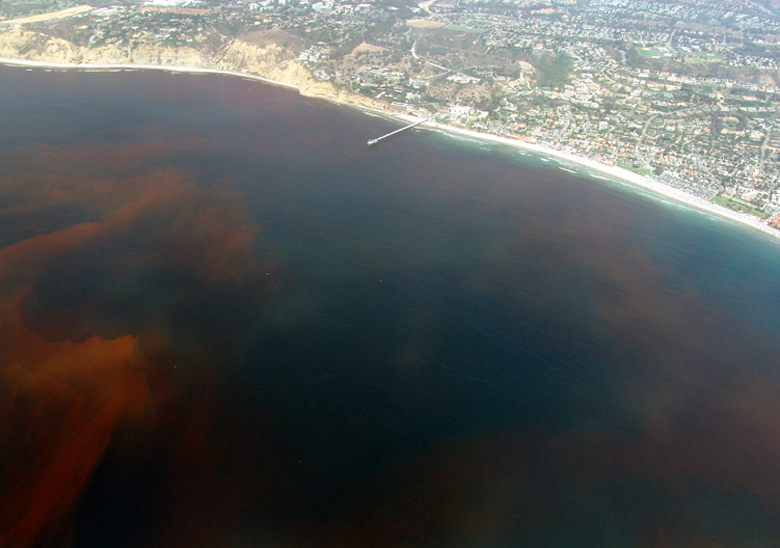
Rote Tiden vor der Küste von La Jolla, Kalifornien.

Bei den Roten Tiden handelt es sich um eine Verfärbung des Meerwassers durch pigmentierte Zellen wie Gonyaulax spp., von denen einige Toxine produzieren können.
Einige Gonyaulax-Arten sondern ein giftiges Toxin namens Gonyautoxin (GTX, aus der Gruppe der Saxitoxine) ab, das beim Menschen Lähmungen verursacht.
Gonyaulax spinifera wird mit der Produktion von Yessotoxinen (YTX) in Verbindung gebracht, einer Gruppe strukturell verwandter Polyethertoxine mit strickleiterartigem Aufbau, die sich in Muscheln ansammeln und ähnliche Symptome hervorrufen können wie die Toxine der Paralytischen Muschelvergiftung (en. paralytic shellfish poisoning, PSP).
Obwohl Gonyaulax vor allem im Meerwasser vorkommt, kann es auch für den Menschen schädliche Auswirkungen haben. Filterfressende Organismen (z. B. Miesmuscheln, Venusmuscheln usw.) können diese Dinoflagellaten in ihrem Körper ansammeln.
Diese Anreicherung von Dinoflagellaten geschieht während der Gezeiten Ebbe und Flut, in der Regel in den wärmeren Monaten des Jahres.
Wenn der Mensch diese Muscheln dann isst, kann es zu Vergiftungen führen.